# Ihor Rejslin
Ihor Dmytrowytsch Rejslin (ukrainisch Ігор Дмитрович Рейзлін, engl. Transkription Ihor Reizlin; * 7. Februar 1984 in Bender, Moldauische SSR, Sowjetunion) ist ein ukrainischer Degenfechter.

## Werdegang
Rejslin absolvierte die Nationale Universität für Leibeserziehung und Sport der Ukraine (ukrainisch Національний університет фізичного виховання і спорту України) in Kiew.
Bei der Fechtweltmeisterschaften 2019 in Budapest gewann er im Degeneinzel Bronze und mit der Mannschaft Silber. Im Januar 2021 wurde ihm vom Präsidenten der Ukraine der Daniel-von-Galizien-Orden verliehen. Nachdem er beim Degenfechten im Halbfinale der Olympischen Sommerspiele in Tokio 2021 gegen den Franzosen Romain Cannone verloren hatte, besiegte er den Italiener Andrea Santarelli und gewann die Bronzemedaille. Im Jahr darauf belegte er bei den Weltmeisterschaften in Kairo im Einzel den dritten Platz.
Rejslin ist verheiratet und Vater zweier Söhne.